# Olulodes haemacta
Olulodes haemacta là một loài bướm đêm trong họ Noctuidae.